# The last horror movie
The Last Horror Movie es una película de terror británica de metraje encontrado de 2003 dirigida por Julian Richards. El 24 de agosto de 2003 se estrenó en el London FrightFest Film Festival y está protagonizada por Kevin Howarth y Mark Stevenson. The Last Horror Movie se lanzó en DVD a través del sello Gore Zone de Fangoria el 7 de diciembre de 2004.

## Argumento
La película sigue a Max Parry (Kevin Howarth), un camarógrafo de bodas perturbado, y su asistente anónimo (Mark Stevenson), mientras realizan varios asesinatos que han grabado en vídeo. Los dos han utilizado una cinta de videoclub para grabar el proceso, rompiendo la cuarta pared, e insinuando que la copia de la película que se está viendo es la única versión existente de la cinta. A lo largo de la película, Max utiliza metarreferencias para mostrar sus espantosas actividades como asesino en serie. La película plantea preguntas sobre el placer visceral, esto se puede ver en una escena en particular durante la cual el público no puede ver a las víctimas (dos a la vez) siendo asesinadas, Max Parry luego le pregunta al público: "Apuesto a que querías ver eso, y Si no lo hiciste, ¿por qué sigues mirando?"
Al final de la película, el público debe creer que, dado que están viendo la única copia de la película, potencialmente se convertirán en una de las víctimas de Max.

## Reparto
- Kevin Howarth como Max
- Mark Stevenson como el asistente
- Antonia Beamish como Petra
- Christabel Muir como Sam
- Jonathan Coote como John
- Rita Davies como abuela
- Joe Hurley como Ben (como Joe Morley)
- Jamie Langthorne como Nico
- John Berlyne como Phil
- Linda Reagan como Terri
- Mandy Gordon como Sarah
- Jim Bywater como Bill
- Lisa Renée como camarera
- Christopher Adamson como Asesino (como Chris Adamson)
- Adrian Johnson como Kelly
- John MacCrossan como novio

## Desarrollo
Richards declaró que se inspiró para crear La última película de terror después de leer Danse Macabre de Stephen King. Richards también se inspiró en "la idea de utilizar la ficción de terror para ayudar a las personas a explorar sus ansiedades sobre temas difíciles", ya que tiene al personaje principal de Max Parry usándola como una forma de "justificar sus crímenes ante el mundo". La película fue filmada con un equipo pequeño y con un presupuesto limitado, y la mayoría de los problemas de la película surgieron de los efectos del maquillaje protésico, ya que "tenían que trabajar en tiempo real mientras permanecían ocultos de la cámara".

## Lanzamiento
Hart Sharp Video lanzó la versión del director en DVD y las versiones normales de la película el 7 de diciembre de 2004. Arts Alliance America también lanzó la película en DVD ese mismo día. Hart Sharp Video ha relanzado la película varias veces desde sus lanzamientos originales como parte de varios conjuntos de discos múltiples el 4 de octubre de 2005 y el 2 de octubre de 2007. La película fue lanzada por última vez en DVD por Jinga Films el 26 de agosto de 2014.

## Recepción
En Rotten Tomatoes, la película tiene un índice de aprobación del 56% según 9 reseñas, con una calificación promedio ponderada de 5,9/10. ReelFilm criticó la película por ser "repetitiva" y que habría funcionado mejor como cortometraje. Peter Bradshaw de The Guardian otorgó a la película 1/5 de estrella, calificándola de "presumida y tristemente desagradable".
Por el contrario, Dread Central dio una crítica más positiva y afirmó que "es una película que te hace pensar, y eso es demasiado raro hoy en día". Marc Savlov de Austin Chronicle le dio a la película 2,5 de 5 estrellas y escribió: "A pesar de la horrible verosimilitud de la película... y un guión genuinamente inteligente de Richards y James Handel que simultáneamente nos frota la nariz con el horror y nos permite saborea el sabor y, por lo tanto, conviértete en cómplice de la teatralidad en pantalla de Max".

## Premios
| Año  | Evento                                                   | Categoría                                       | Resultado |
| ---- | -------------------------------------------------------- | ----------------------------------------------- | --------- |
| 2003 | Festival de Cine de Sitges                               | Mejor Película                                  | Nominada  |
| 2003 | Festival de Cine de Raindance                            | Premio del jurado a la mejor película británica | Ganadora  |
| 2003 | Festival de Cine Fantástico                              | Mejor Película Independiente                    | Ganadora  |
| 2004 | Festival Internacional de Cine de Terror de Rhode Island | Mejor Director (Julian Richards)                | Ganador   |
| 2004 | Festival de cine de terror de Nueva York                 | Mejor largometraje                              | Ganador   |
| 2004 | Festival de cine de terror de Nueva York                 | Mejor actor (Kevin Howarth)                     | Ganador   |
| 2004 | Fantasporto                                              | Premio Internacional                            | Nominada  |
| 2004 | Fantasporto                                              | Premio de la Crítica                            | Ganador   |
| 2004 | Festival Internacional de Cine de Espoo Ciné             | Gran Premio de Cine Fantástico Europeo de Plata | Ganadora  |
| 2005 | Buenos Aires Rojo Sangre                                 | Mejor Película                                  | Ganadora  |
| 2005 | Buenos Aires Rojo Sangre                                 | Mejor actor (Kevin Howarth)                     | Ganador   |

## Secuela
Richards expresó por primera vez interés en crear una secuela en 2003, donde comentó que si se creaba, la película permanecería en el formato de diario en video de metraje encontrado de su predecesora o sería una "película de terror más convencional". En 2012, Richards confirmó que está desarrollando activamente una secuela y que se desarrollaría varios años después de los eventos de la primera película. La secuela tendría a Max viviendo en Los Ángeles y mostrando una obsesión con los sitios de redes sociales, que utiliza para seleccionar a sus víctimas.